# Enlightened Sound Daemon
Enlightened Sound Daemon (ESD of EsounD) is de software die in GNOME en Enlightenment instond voor de audio (de geluidsserver). ESD zorgde voor het samenvoegen van audio die door verschillende programma's werd gegenereerd. ESD stond tevens in voor de uitvoer van audio naar de luidsprekers. ESD werkte als server; de audio kon immers ook via het netwerk verzonden worden. Dit werd meestal een livestream genoemd.